# Емілі Осмент
Емілі Джордан Осмент (англ. Emily Jordan Osment, нар. 10 березня 1992, Лос-Анджелес, Каліфорнія, США) — американська акторка та співачка.

## Ранні роки
Емілі Джордан Осмент народилася 10 березня 1992 року в Лос-Анджелесі у сімейній резиденції актора Міхаеля Юджина Осмента та Терези Осмент — вчителя англійської мови. Емілі має старшого брата — Гейлі Джоела Осмента, також актора. Саме він вплинув на рішення Емілі стати акторкою.
Виховувалась у традиціях римо-католицької церкви.
У 2011 році після закінчення туру «Clap Your Hands», Емілі продовжила свою вищу освіту, вступивши до коледжу «Occidental College», розташованого в Лос-Анджелесі.

## Кар'єра
Розпочала свою кар'єру з участі в радіопередачах.  
Дебютувала в фільмах «Дотик ангела», «Друзі», «Третя планета від Сонця», «Secret Life of Girls». 
У 2006 році зіграла в діснеївському серіалі «Ханна Монтана» роль Ліллі Траскотт за яку була відзначена нагородою «Teen Choice Awards».
26 жовтня 2009 року випустила мініальбом «All the Right Wrongs».  
15 жовтня 2010 року відбувся реліз її дебютного студійного альбому — «Fight or Flight». 

## Особисте життя
З 2013 по 2015 рік Осмент зустрічалася з актором Джиммі Татро. 
З 2016 року до початку 2021 року Осмент мала стосунки з терапевтом Джимом Гілбертом.
У 2021 році Осмент почала стосунки з Джеком Ентоні. Вони оголосили про заручини в червні 2023 року і одружилися в жовтні 2024 року.

## Дискографія
Студійні альбоми:
- 2010: Fight or Flight
- 2012: So In Love

 Мініальбом:
- 2009: All the Right Wrongs

## Вибрана фільмографія
| Рік        |    | Українська назва                            | Оригінальна назва                          | Роль                                                            |
| ---------- | -- | ------------------------------------------- | ------------------------------------------ | --------------------------------------------------------------- |
| 1999       | с  | Третя планета від Сонця                     | 3rd Rock from the Sun                      | Далія                                                           |
| 2001       | с  | Друзі                                       | Friends                                    | Лелані Майоланофавіч                                            |
| 2002       | ф  | Діти шпигунів 2: Острів несправджених надій | Spy Kids 2: Island of Lost Dreams          | Герті Гігглс                                                    |
| 2003       | ф  | Діти шпигунів 3D: Кінець гри                | Spy Kids 3-D: GameOver                     | Герті Гігглс                                                    |
| 2005       | мф | Ліло і Стіч 2: Велика проблема Стіча        | Lilo & Stitch 2: Stitch Has a Glitch       | додаткові голоси                                                |
| 2006—2011  | с  | Ханна Монтана                               | Hannah Montana                             | Ліллі Траскотт / Лола Лафнагл                                   |
| 2007       | в  | Час привидів: Не пускай у думки             | The Haunting Hour: Don't Think About It    | Кессі Келлер                                                    |
| 2008       | в  | Футбольна мама                              | Soccer Mom                                 | Бекка Гендлер                                                   |
| 2009       | ф  | Ханна Монтана                               | Hannah Montana: The Movie                  | Ліллі Траскотт                                                  |
| 2009       | с  | Розкішне життя на палубі                    | The Suite Life on Deck                     | Ліллі Траскотт / Лола Лафнагл                                   |
| 2010       | с  | Брати Джонаси                               | Jonas                                      | сама себе                                                       |
| 2010—2012  | мс | Кік Бутовський: Розбишака з передмістя      | Kick Buttowski: Suburban Daredevil         | Кендалл Перкінс                                                 |
| 2011       | в  | Крихітка з Беверлі-Гіллз 2                  | Beverly Hills Chihuahua 2                  | Пеп Кортес                                                      |
| 2012       | в  | Крихітка з Беверлі-Гіллз 3                  | Beverly Hills Chihuahua 3: Viva la Fiesta! | Пеп Кортес                                                      |
| 2012—2021  | мс | Сім'янин                                    | Family Guy                                 | дівчина / Рут / онука Ешлі / Кіра / некомфортно гаряча 18-річна |
| 2013       | с  | Два з половиною чоловіки                    | Two and a Half Men                         | Ешлі                                                            |
| 2014—2018  | с  | Молоді й голодні                            | Young & Hungry                             | Ґебі Даймонд                                                    |
| 2015—2016  | с  | Мамця                                       | Mom                                        | Джоді Габбард                                                   |
| 2018—2021  | с  | Метод Комінськи                             | The Kominsky Method                        | Тереза                                                          |
| 2022—2024  | с  | Юний Шелдон                                 | Young Sheldon                              | Аманда «Менді» МакАлістер                                       |
| 2024—т. ч. | с  | Перший шлюб Джорджі та Менді                | Georgie & Mandy's First Marriage           | Аманда «Менді» МакАлістер                                       |